# Kliris
Kliris is een bestuurslaag in het regentschap Kendal van de provincie Midden-Java, Indonesië. Kliris telt 2561 inwoners (volkstelling 2010).